# Beatriz Polledo
Beatriz Polledo Enríquez (Siero, Asturias) es una política española. Desde 2019 es diputada en la Junta General del Principado de Asturias por el Partido Popular de Asturias y entre 2022 y 2023 actuó como portavoz del Grupo Municipal Popular en la Junta.

## Biografía
Su padre fue Lázaro Polledo Puente, profesor de secundaria de Pola de Siero e hijo adoptivo del municipio. Estudió Derecho en la Universidad de Oviedo y trabajó como abogada.

## Trayectoria política

### Inicios en Siero
Se afilió al PP en 1992 y fue presidenta de Nuevas Generaciones de Siero (Asturias) entre 2000 y 2004.
Fue incluida en las listas electorales del PP en las elecciones autonómicas de 2011 y 2012, aunque no conseguiría escaño. El 2 de febrero de 2013 es elegida presidenta del Partido Popular en el concejo de Siero, aunque a efectos prácticos lo llevaba siendo desde 2011 al frente de una comisión gestora provisional. En las elecciones municipales de 2015 es la candidata del PP a la alcaldía de Siero y consigue un puesto de concejala en el Ayuntamiento de Siero.
En 2018 salió reelegida como presidenta de PP Siero.

### Diputada en la Junta General (2019-presente)
En las elecciones autonómicas de 2019 aparece quinta en las listas electorales de la cabeza de lista del PP Teresa Mallada y consigue escaño en la Junta General.
Tomó acta de diputada de la XI legislatura de la Junta General el 24 de junio de 2019. Como diputada se caracterizó por ser la una de las mayores opositoras al gobierno de Adrián Barbón, llegando a presentar más de 2350 iniciativas parlamentarias. El 30 de diciembre de 2022 es elegida portavoz del Grupo Municipal Popular en la Junta General, sustituyendo a Teresa Mallada y pasando a ser la líder de oposición en la cámara.
De cara a las elecciones autonómicas de mayo de 2023 fue incluida tercera en la lista electoral del candidato a la presidencia Diego Canga. Consiguió renovar su escaño en la XII legislatura de la Junta General.